# منصة بحري
تأسست منصة بحري في الكويت، وهي المنصة البحرية الوحيدة التي تُخاطب مشاهدي التلفزيون العرب.

## منصة بحري
منصة بحري هي منصة إعلامية ترفيهية رقمية تركز على المحتوى البحري، وتُعد الأولى من نوعها في منطقة الشرق الأوسط وشمال أفريقيا التي تقدم محتوى بحريًا رقميًا متنوعًا يستهدف جمهورًا واسعًا يشمل عشاق البحر، والمدافعين عن البيئة، ومحبي الرياضة، والصيادين، والغواصين، والمسافرين، بالإضافة إلى العائلات.
تتخطى المنصة الأساليب التقليدية في تقديم المحتوى، معتمدة على استراتيجيات مبتكرة لتحقيق الإيرادات من خلال خدمات مثل AVOD وSVOD وتلفزيون FAST (البث المجاني المدعوم بالإعلانات)، مع التزام قوي بالاستدامة البيئية. تعمل منصة بحري على إعادة صياغة معايير الصناعة في عصر الرقمنة، وتسير برؤية طموحة تميزها في هذا المجال المتغير بسرعة.

## جوهر منصة بحري
المنصة البحرية الوحيدة التي أُطلقت في منطقة الشرق الأوسط وشمال أفريقيا.

## انظر ايضاً
- قناة الرسالة
- قناة زاد
- قناة الناس